# Aurora (együttes)
Az Aurora szó további jelentéseihez lásd az Aurora (egyértelműsítő lap)ot.
Az Aurora egy 1983-ban alakult győri punkegyüttes. Első koncertjüket Terrorists néven adták, többet azonban nem játszhattak ezen a néven. Ekkor jött a képbe az Auróra Cirkáló név, amellyel már a hatalomnak sem volt baja, és amely az első demók megjelenésekor rövidült le Aurórára. Alapító tagjai: Víg László (Vigi) – gitár, Pozsgay János (Galacs) – basszus, Polyák Attila – dobok és Demeter János (Dauer) – ének.

## Történet

### Demók, Ausztria, NSZK
Dauer pályafutása rövid volt az együttesnél, a rendszerellenes szövegek miatt az Aurórát betiltották, ő pedig nem sokkal később Kanadába disszidált. Dauert Botos "Tűz" Kriszta (később Csizmár Kriszta) váltotta az énekesi poszton, tőle azonban hamarosan megváltak, mert nem vette elég komolyan a zenekart. Ekkortájt már csak álnéven koncertezhettek Magyarországon és több rendőrhatósági figyelmeztetést is kaptak. Az 1980-as években igen aktív volt az osztrák punk színtér, és ott hamar ismertté vált az Aurora neve, mivel többet koncerteztek ott, mint Magyarországon, 1988-ban pedig németországi turnéra hívták őket. Az első kislemezüket (7"), "Aurora" címen adták ki Nyugat-Németországban az Empty Recordsnál 1989-ben. A dalcímek angolul szerepelnek a borítón. Ezt a kislemezt 1991-ben a Fekete Lyuk Hangja adta ki kazettán "1988" címen, magyar dalcímekkel. A kislemezt ezen turné bevételeiből finanszírozták. Jellemzően előbb jelent meg Ausztriában, mint hazánkban.

### A rendszerváltás után
A szovjet csapatok kivonulása „alkalmából” egy remekül időzített nagylemez jelent meg, Viszlát Iván! címmel (1989). Ez a 20 000 feletti eladott lemezszámával korának legkelendőbb közép-európai punk-rock albumának számított. Hasonlóan népszerű lett a következő, jóval kiforrottabb konceptalbum, az Előre kurvák, gengszterek 1992-ben. Ennek címadó dala egyfajta "Aurora-himnusz"-ként ismert.
Az ez utáni két albummal (FelTámadás, 1993 és Keserű cukor, 1994) metálosabb irányba indult el az Aurora, de végül visszatértek a punk gyökerekhez. 1994-ben történt egy tagcsere is, Polyák kiszállt és helyét Blinker vette át. És ebben az évben jelent meg a német Wizóval közös válogatásalbumuk, a Mindhalálig Punk. Ezen található néhány korábban kiadatlan, illetve újrahangszerelt felvétel (Barikádharcos, Fojtogatók, Kis kurva, Bella Csaó, Másvilág, Ég veled). 1996-ban jelent meg új, ismét punk "slágeralbum"-nak számító lemezük, a Nincs karácsony. Érdekessége a "Nem vagyok ostoba" című dalban hallható trombita (Szücs Krisztián Qka), amely a következő lemezen nagyobb szerepet kap.
Az 1997-es Illegális bál lemez lazább, melodikusabb számokat tartalmaz, mint a korábbiak, négy dalban trombitaszólók is hallhatók (Kiégett reflektor, Robin Hood, Kifacsart citrom, Múltak az évek). Ebben az évben megalapították saját kiadójukat, az Aurora Recordsot, visszavásárolták régebbi lemezeik jogait és újra kiadták őket, valamint számos más punkegyüttes albumait is.
1998-ban megszervezték az abdai Újhullám Punkfesztivált.
1999 sűrű év volt az Aurora életében. Először egy összefoglaló válogatásalbum jelent meg, öt korábban kiadatlan számmal, ebből három a '80-as évek demófelvételeinek újrahangszerelt, újra felvett változata (Egyszemélyes háború, Erjed már, Ne provokálj), illetve egy német nyelvű Aurora-feldolgozás (Anti-körper – Welche Richtung?), az ötödik újdonság a Győri ETO indulója. Megjelent egy vadonatúj lemez Balkán Express címmel – melyen már az új dobos, Kovács Zoltán (Kiskovács) szerepelt -, és kijött egy különleges feldolgozásalbum az Anti-körper együttessel, melyen 4 Aurora-szám hallható az Anti-körpertől németül és 4 Anti-körper-szám magyarul az Aurórától. Ezen a lemezen 4 Aurora-videóklip is található (Robin Hood, Balkán Express, Csodatevő, Tizenöt múlt).

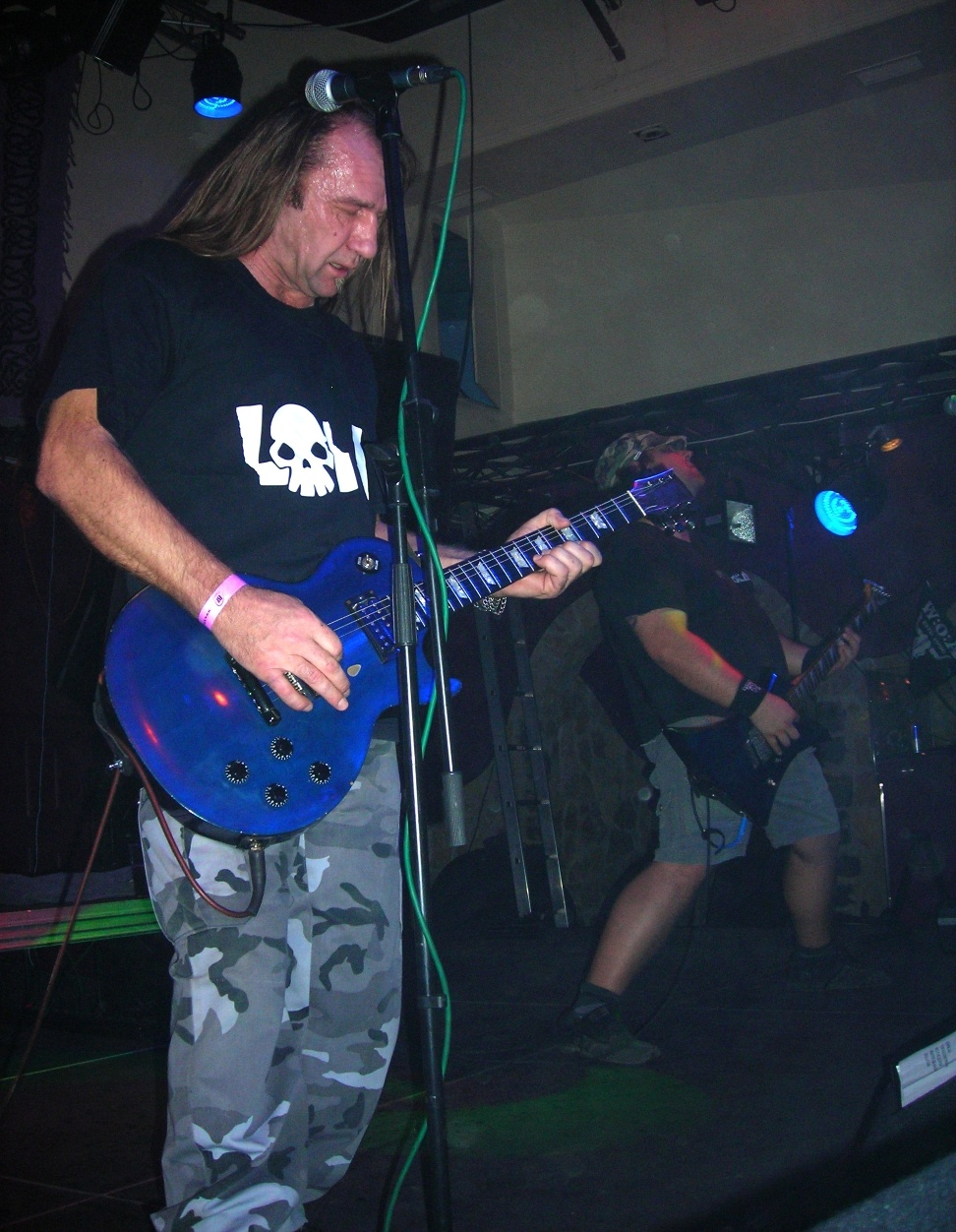
Koncerten az Aurora, 2008

### Túl az ezredfordulón
2001-től 2004-ig ismét volt Újhullám fesztivál az Aurora szervezésében.
2002-ben új album jelent meg, A rezervátum mélyén címmel. A rendszerváltás óta hanyagolt kommunista-ellenes szövegek itt ismét előtérbe kerültek, ellensúlyozandó az utóbbi években elterjedő hamis "Kádár-nosztalgiát" (Csinibaba). Ekkortól kezdtek kétgitáros formációban játszani koncerteken, Matula Csaba ritmusgitárossal egészült ki a csapat, majd az ő távozása után a korábbiakban csak trombitán közreműködő Kisbé vette át a posztot.
A 2004-es Meddig tart? lemezen alaposan kihasználják a két gitárt, egyébként pedig teljes fordulat a Nincs karácsony-Rezervátum-típusú, könnyebben emészthető vonalhoz képest, sokkal sűrűbb, keményebb zene, a szöveg is méltó a borítón szürreális festményéhez (Farsang Sándor alkotása, akárcsak az Előre kurvák, gengszterek c. album borítója). Egyébként az "1988"-at nem számítva ez az együttes legrövidebb lemeze.
2005-ben 25. születésnapját ünnepelte a Moby Dick zenekar, ennek alkalmából egy tribute lemez készült, amelyen az Aurora is közreműködött. 2007 végére összeállt egy újabb album anyaga, ennek hangszerelése során rögzítettek néhány régebbi dalt új hangzással, illetve angol szöveggel. Ekkoriban látogatta meg a zenekart a Filmmúzeum televízió Privát rocktörténet c. műsorának stábja is, akik egy egyórás összeállítást készítettek a csapat munkásságáról.
2008 februárjában Kis Róra ült be a dobok mögé, így Kiskovács visszatérhetett régi zenekarához, és megszűntek az időpont-ütközésből eredő problémák. Tavasszal stúdióba vonult az együttes, immár az új felállásban, és rögzítették az új lemezt. 2008. július 28-án került a boltokba az anyag, Tűréshatáron túl címmel. Ezzel egy időben a zenekar logójába bekerült a rovásírás "gy" betűje, amellyel győri kötődésüket juttatják kifejezésre. A lemez szövegeinek egyik fontos témája 2006 októbere, mellyel kapcsolatban kiderül, hogy a zenekar mélységesen elítéli a rendőri brutalitást. (Vigit egy hónappal korábban verték meg rendőrök, amikor egy győri koncertjük után taxira várt) Ezért, illetve azért, mert a logóban lévő rovásírásos "gy" betű kettőskeresztnek is felfogható, számos támadás érte a zenekart internetes fórumokon, többen fasisztának bélyegezték Vigiéket. Ekkor adta ki Vigi a következő közleményt:
| "A zenekar miként a múltban, jelenleg sem kíván semelyik politikai oldalhoz csatlakozni. Függetlenségünket megtartjuk. A zenekar látja mindkét oldal hibáit és ennek hangot is ad, nagyobb perspektívából szemlélve a világ mostani állapotát: egyúttal a kifejezetten káros és agresszív globalizációs folyamatnak is ellentmond és azzal ellenszegül. A szimbólumokról : A kettős kereszt számtalan helyen szerepel. Magyarország címerében is ott van, sőt Szlovákia címerében is, így fasiszta szimbólumnak semmiképpen sem nevezhető, de az új logó ó betűjében nem is a kettős kereszt van, hanem a latin betűs írásunkat megelőző, kereszténység előtti korból való rovásírásunk Gy betűje, mely egyben Győr városunk kezdőbetűje is. Ezzel zenekarunk a városhoz való kötődését, győri mivoltát kívánta jelezni. A mostani dalok szövegei sem utalnak semelyik oldalhoz állásra, csatlakozásra fél szó erejéig sem. Erről a szövegek fordítása után bárki meggyőződhet. A jelenlegi helyzetnek megfelelően igencsak társadalom kritikusak lettek a nóták, de mindig is úgy gondoltuk: jelmondatunk nem lehet soha a "Ne szólj szám, nem fáj fejnem." A borítóról még valami: a borítón egy csengersimai festett kazetta látható. A képen látható kazetta a nagy év kereteiben a halakat és a vízöntőt jelöli, vagyis a Kali Yugának is nevezett legsötétebb időt, de egyben az abból való kibontakozást is. A kibontakozás szimbóluma a halpikkelyek fedte korsóból kiágazó, kibontakozó két fej, melyeknek az osztrák és egyéb címereken ábrázolt "a kétfejű sashoz" semmi köze." |

2011-ben Galacs elhagyta a fedélzetet, és mivel nem akarták helyettesíteni ezért Kisbé vállalta magára a basszusgitáros szerepét. Fél év együttjátszás megerősítette a csapatot. 2012. március 12-én egy újrahangszerelt díszdobozos válogatás jelent meg Esszencia 1983–2012 címmel a HammerWorld gondozásában.

## Az Aurora tagjai

### Jelenlegi felállás
- Víg László "Vigi" – (szóló)gitár, ének (1982–)
- Kovács Zoltán "Kiskovács" – (dobok) (1998–2008, 2024–)
- Sárközi Péter – basszusgitár (2024–)
- Matula Csaba – ritmusgitár (2002–2003, 2024-)

### Korábbi tagok
- Demeter János "Dauer" – ének (1982)
- Polyák Attila – dobok (1982–1993)
- Botos Kriszta – ének (1983–1984)
- Péter Zoltán "Pepi" – ének (1986)
- Soós András "Blinker" – dobok (1993–1998)
- Szücs Krisztián "Qka" - trombita (1996-1999)
- Pálföldi Tamás – dobok (1998)
- Matula Csaba – ritmusgitár (2002–2003)
- Pozsgay János "Galacs" – basszusgitár (1983–2011)
- Goreczki Szabolcs "Kisbé" – trombita, basszusgitár, vokál (1999–2024)

## Dalszövegek
Az együttes tagjainak barátsága Pusztai Zoltán költővel a '80-as évek közepén alakult ki, azóta ő írja minden szövegüket (ő a Moby Dick és a Hungarica együttes szövegírója is), kivéve a "Keserű cukor" lemezt, amelynek szövegeinek szerzője Cselák.

## Diszkográfia

### Albumok
- 1989 Viszlát Iván!
- 1992 Előre kurvák, gengszterek!
- 1993 felTámadás
- 1995 Keserű cukor
- 1996 Nincs karácsony
- 1997 Illegális bál
- 1999 Balkán express
- 2002 A rezervátum mélyén
- 2004 Meddig tart?
- 2008 Tűréshatáron túl
- 2013 Még nem ez a tréfa vége
- 2016 Se Fájdalom, Se Félelem
- 2021 Teszt alatt a türelem

### Koncertlemezek
- 2014 Őrült világ

### Kislemezek
- 1988 1988 (maxi CD/demókazetta)

### Válogatások
- 1994 Mindhalálig Punk! (Aurora/WIZO)
- 1999 Válogatás '83-'99
- 1999 Rúkenstúrcli In Kukenstrasse (Aurora/Antikörper)
- 2012 Esszencia 1983–2012
- 2020 Más világ
- 2024 Esszencia II. 1983-2024

## Érdekességek
- Robin Hoodot Pusztai Zoltán szövegíró alakítja a klipben. A "Balkán Express" klipjében is szerepel.
- Vigi eredeti foglalkozása férfi szabó.
- Az együttes turnébusza egy GPS-238 rendszámú fehér Ford Transit.
- Kiskovács évekig dobolt párhuzamosan az Aurórában és az AMD zenekarban, végül 2008 februárjában váltotta a frontember fia, Víg Norbi.
- Koncerteken leggyakrabban a Bella csaó a zárószám.